# Acido eneicosapentaenoico
L'acido eneicosapentaenoico in sigla HPA è un acido grasso polinsaturo composto da 21 atomi di carbonio con 5 doppi legami in posizione 6=7, 9=10, 12=13, 15=16, 18=19, tutti in configurazione cis. Ha formula di struttura CH3-CH2-CH=CH-CH2-CH=CH-CH2-CH=CH-CH2-CH=CH-CH2-CH=CH-(CH2)4-COOH
Appartiene alla classe degli omega-3 a lunga catena, come i più noti EPA e DHA.
Individuato per la prima volta nel 1978 da Patrick Mayzaud e Robert G. Ackman nell'olio di foca si trova comunemente negli oli di pesce ( acciughe e salmone <4% del totale degli acidi grassi ) e negli oli e latte di mammiferi marini oltre che in alcune alghe.
L'insolita struttura di un acido ω-3, polinsaturo a catena lunga e con numero dispari di atomi di carbonio, suggerisce la biosintesi per α-ossidazione dall'acido docosapentaenoico 22:5Δ7c,10c,13c,16c,19c. La sintesi chimica avviene tipicamente per elongazione dal lato del gruppo carbossilico dell'acido eicopsapentaenoico 20:5Δ5c,8c,11c,14c,17c
L'HPA si trova in natura legato nei fosfolipidi e nei trigliceridi. L'HPA inibisce la conversione degli acidi α-linolenico e diomo-γ-linolenico in acido arachidonico. L'HPA è un substrato scadente per le prostaglandine-H-sintasi e per le 5-lipossigenasi. HPA inibisce la sintesi del trombossano nelle piastrine isolate con la stessa efficacia del EPA.
EPA, HPA e DHA sono tutti induttori deboli di acil-CoA ossidasi nelle cellule dell'epatcarcinoma.